# Coll de Pedraficada
El Coll de Pedraficada és una collada situada a 1.657 metres d'altitud del terme municipal de Conca de Dalt (antic terme d'Hortoneda de la Conca), al Pallars Jussà, a l'àmbit de l'antic poble de Senyús.
Està situat al nord de la Solana de Pedraficada, al nord-est del Forat Negre, al capdamunt del barranc de la Torre de Senyús, a l'extrem sud-est de l'Obaga de la Torre de Senyús.
Per aquest coll, hi passava el Camí de Cuberes a la Coma d'Orient.